# 연수 분기점
연수 분기점(Yeonsu Junction, 연수JC)은 대한민국 인천광역시 연수구 송도2동에 설치된 제2경인고속도로와 제2경인고속도로 연수 ~ 송도 구간이 만나는 분기점이자 제2경인고속도로 연수 ~ 송도 구간의 기점이다. 건설 당시 가칭은 송도 분기점이었다.

## 연혁
- 2005년 12월 28일 : 분기점 신설을 위해 인천광역시 도시계획시설 교통광장에 송도 분기점으로 고시[1]
- 2009년 10월 19일 : 제2경인고속도로 인천대교 구간 개통과 함께 영업 개시[2]

## 구조물 정보
- 위치 : 인천광역시 연수구 송도2동

## 접속하는 노선

### 인천・성남방면
- 제2경인고속도로 (4번)

### 송도방면
- 제2경인고속도로 연수 ~ 송도 구간 (4번)